# Iris Teijema
Iris Teijema (Donkerbroek, 2 november 2004) is een voormalig voetbalspeelster uit Nederland. Ze speelde als verdediger voor sc Heerenveen.

## Carrière
Teijema begon haar carrière  bij SV Donkerbroek. Vanaf 2016 speelde ze twee seizoenen bij  SV Oosterwolde.  In 2018 stapte ze over naar de jeugdopleiding van Sc Heerenveen. In het seizoen 2021/22 werd ze overgeheveld naar de eerste selectie van de Friezinnen.
Op 4 maart 2022 maakte Teijema haar debuut voor Sc Heerenveen in de Vrouwen Eredivisie in een thuiswedstrijd tegen Excelsior door in de 84ste minuut in te vallen voor Chimera Ripa.
Op 24 juni 2022 tekende Teijema haar eerst contract bij Sc Heerenveen. Teijema tekende op 21 juni 2023 een nieuwe verbintenis bij sc Heerenveen die haar tot medio 2024 aan de club verbonden hield. Haar verbintenis verlengde Teijema op 7 juni 2024 nogmaals met een jaar.
sc Heerenveen maakte op 12 mei 2025 bekend dat Teijema had besloten aan het einde van het seizoen 2024/25 een punt achter haar profcarrière te zetten om voor een maatschappelijke carrière te kunnen gaan.

## Statistieken
| Seizoen | Club          | Competitie         | Competitie | Competitie | Beker | Beker | Overig | Overig | Totaal | Totaal |
| Seizoen | Club          | Competitie         | Wed.       | Dlp.       | Wed.  | Dlp.  | Wed.   | Dlp.   | Wed.   | Dlp.   |
| ------- | ------------- | ------------------ | ---------- | ---------- | ----- | ----- | ------ | ------ | ------ | ------ |
| 2021/22 | sc Heerenveen | Vrouwen Eredivisie | 1          | 0          | 0     | 0     | 0      | 0      | 1      | 0      |
| 2022/23 | sc Heerenveen | Vrouwen Eredivisie | 20         | 0          | 1     | 0     | 0      | 0      | 21     | 0      |
| 2023/24 | sc Heerenveen | Vrouwen Eredivisie | 19         | 1          | 2     | 0     | 0      | 0      | 21     | 1      |
| 2024/25 | sc Heerenveen | Vrouwen Eredivisie | 12         | 0          | 0     | 0     | 0      | 0      | 12     | 0      |
| Totaal  | Totaal        | Totaal             | 52         | 1          | 2     | 0     | 0      | 0      | 54     | 1      |

Laatste update: 4 augustus 2025